# معروف البلخي
معروف البلخي كان شاعرًا فارسيًا من بلخ، وكان من أوائل من نظموا القصائد باللغة الفارسية الحديثة . لقد ضاعت معظم أعماله، ولم ينجُ منها إلا أجزاء صغيرة. من المرجح أنه ازدهر في منتصف القرن العاشر، بسبب تخصيص بعض أعماله للأميرالساماني عبد الملك الأول (حكم 954-961). ربما كان حاضرًا أيضًا في بلاط آخر حاكم صفاري لسيستان، وهو خلف بن أحمد (حكم 963-1002).